# 福兴桥
福兴桥，位于中国广东省河源市连平县忠信镇柘陂村，为河源市连平县的一个县级文物保护单位，类型为古建筑，公布时间为1985年4月。
福兴桥的历史年代为清代。